# Maranthes goetzeniana
Maranthes goetzeniana är en tvåhjärtbladig växtart som först beskrevs av Adolf Engler, och fick sitt nu gällande namn av Ghillean `Iain' Tolmie Prance. Maranthes goetzeniana ingår i släktet Maranthes och familjen Chrysobalanaceae. Inga underarter finns listade i Catalogue of Life.